# Lamberto Gama
Lamberto Gama (15 de junho de 1992) é um futebolista timorense. Atualmente, atua como meio-campista da Seleção Timorense de Futebol.